# Вавилон (Єгипет)
30°0′22″ пн. ш. 31°13′47″ сх. д. / 30.00611° пн. ш. 31.22972° сх. д.Вавилон (араб. حصن بابليون; копт. ⲡⲁⲃⲓⲗⲱⲛ or Ⲃⲁⲃⲩⲗⲱⲛ) — стародавнє місто-фортеця в дельті Нілу, розташований в районі коптського Каїру. У стародавні часи він перебував у Геліопольському номі, на східному березі Нілу, на 30 ° північної широти, недалеко від початку Фараонового каналу (також званого каналом Птолемея і каналом Траяна), що йде від Нілу до Червоного моря.
Місто розташовувалося на кордоні між Нижнім і Середнім Єгиптом, де річкові судна сплачували мита при підйомі або спуску по Нілу. Діодор приписує зведення першої фортеці в цих місцях ассирійським полоненим, колишнім повстанцям, за царювання Сезостріса, а Ктесій датує його спорудження часом правління цариці Семіраміди; Йосип Флавій вважав його структуру з високим ступенем пов'язаної з можливою діяльністю вавилонського царя Камбіса, а будівництво датував приблизно 525 роком до н. е. Римляни побудували нову фортецю, з типово римської пов'язаної кладки з червоної та білої цегли, ближче до річки.
Спочатку Вавилоном називалося найбільше місто Месопотамії, але є й інша версія походження назви фортеці, що зв'язує його з древнім Pr-Hapi-n-Iwnw («Ніл будинку Геліополя»), святилищем божества Хапі в місті Геліополі. Хапі був божеством Нілу. У арабський час ця фортеця стала відома під назвою Каср-аль-Шамі, або Палац свічок, оскільки в її баштах на початку кожного місяця запалювалося безліч яскравих свічок, щоб люди могли стежити за рухом сонця від однієї вежі до іншої . В межах стародавньої фортеці розташовані Коптський музей, жіночий монастир і кілька церков, у тому числі церкви Георгія і Марії.
Згідно з давніми джерелами, перша фортеця тут була споруджена персами приблизно в VI столітті до н. е., але в той час розташовувалася на скелях поблизу річки. Коли Єгипет захопили римляни, вони деякий час використовували стару фортецю, визнаючи її велике стратегічне значення на Нілі, але через проблеми з водопостачанням римський імператор Траян перемістив її на нинішнє місце, в той часце було ближче до річки. З тих часів води Нілу «перемістилися» на приблизно на 400 метрів північніше.
В епоху правління Октавіана Августа «Вавилон дельти» отримав нове значення: у ньому розміщувався штаб трьох легіонів, який забезпечував римську владу над Єгиптом. У Notitia Imperii Вавилон згадується як місце розташування казарм XIII Парного легіону. Руїни міста і фортеці збереглися до нашого часу на північ від Старого Каїра; в їх числі руїни великого акведука, про який писали Страбон і ранні арабські топографи.
Згодом місто було резиденцією християнської єпархії, суффрагана Леонтополя, столицею і столичною єпархією римської провінції Августоматіка Секунда. Імена деяких з його єпископів збереглися до нашого часу. У другій половині V століття деякі з них визнали рішення Халкідонського собору, але більшість відкинули його рішення. Не будучи нині резиденцією єпископа, Вавилон сьогодні розглядається католицькою церквою як титулярна єпархія.
Під час мусульманського завоювання Єгипту фортеця Вавилона перебувала в облозі близько семи місяців, перш ніж була взята в квітні 641 року арабським воєначальником Амром ібн аль-Асом.

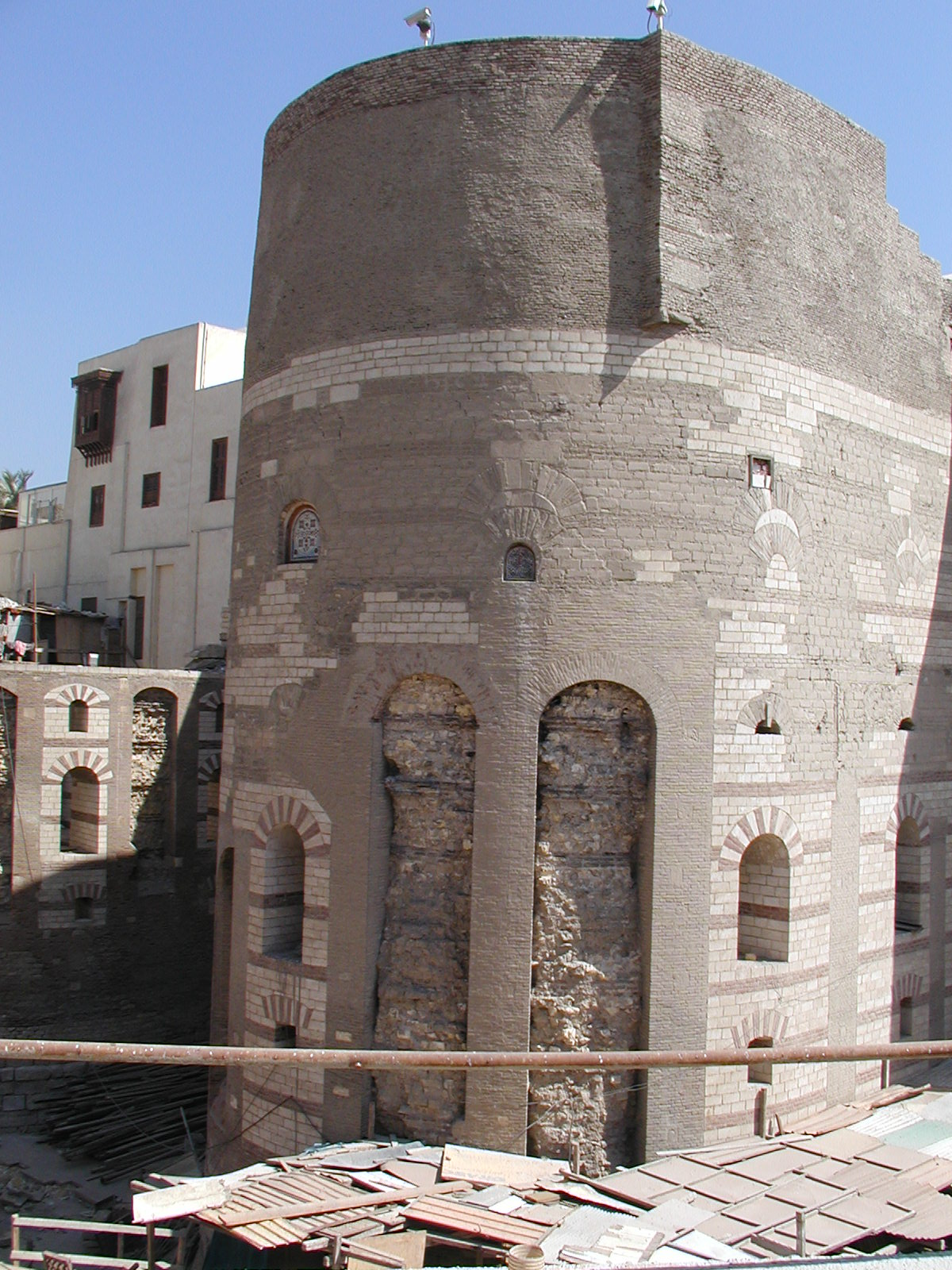
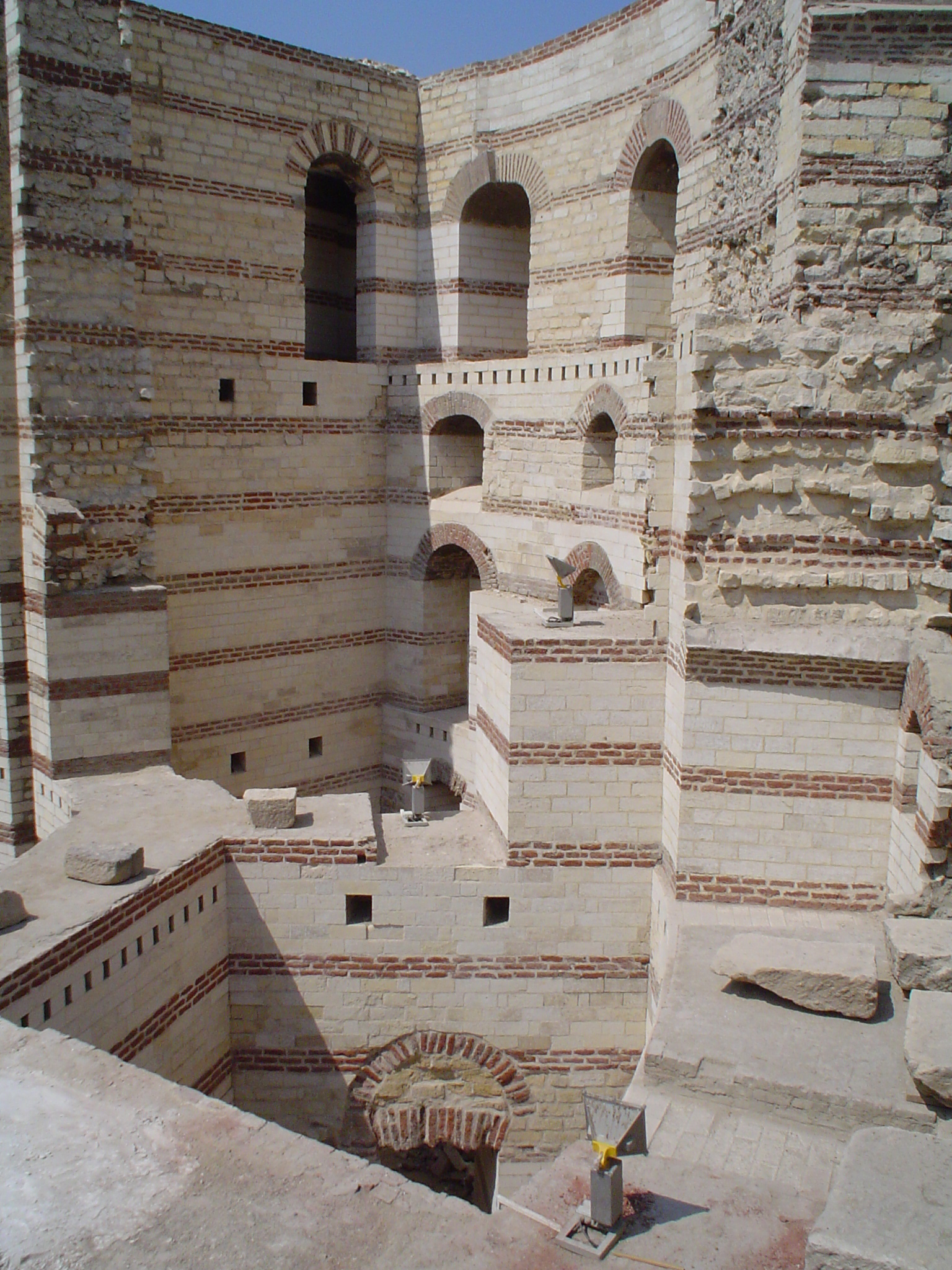
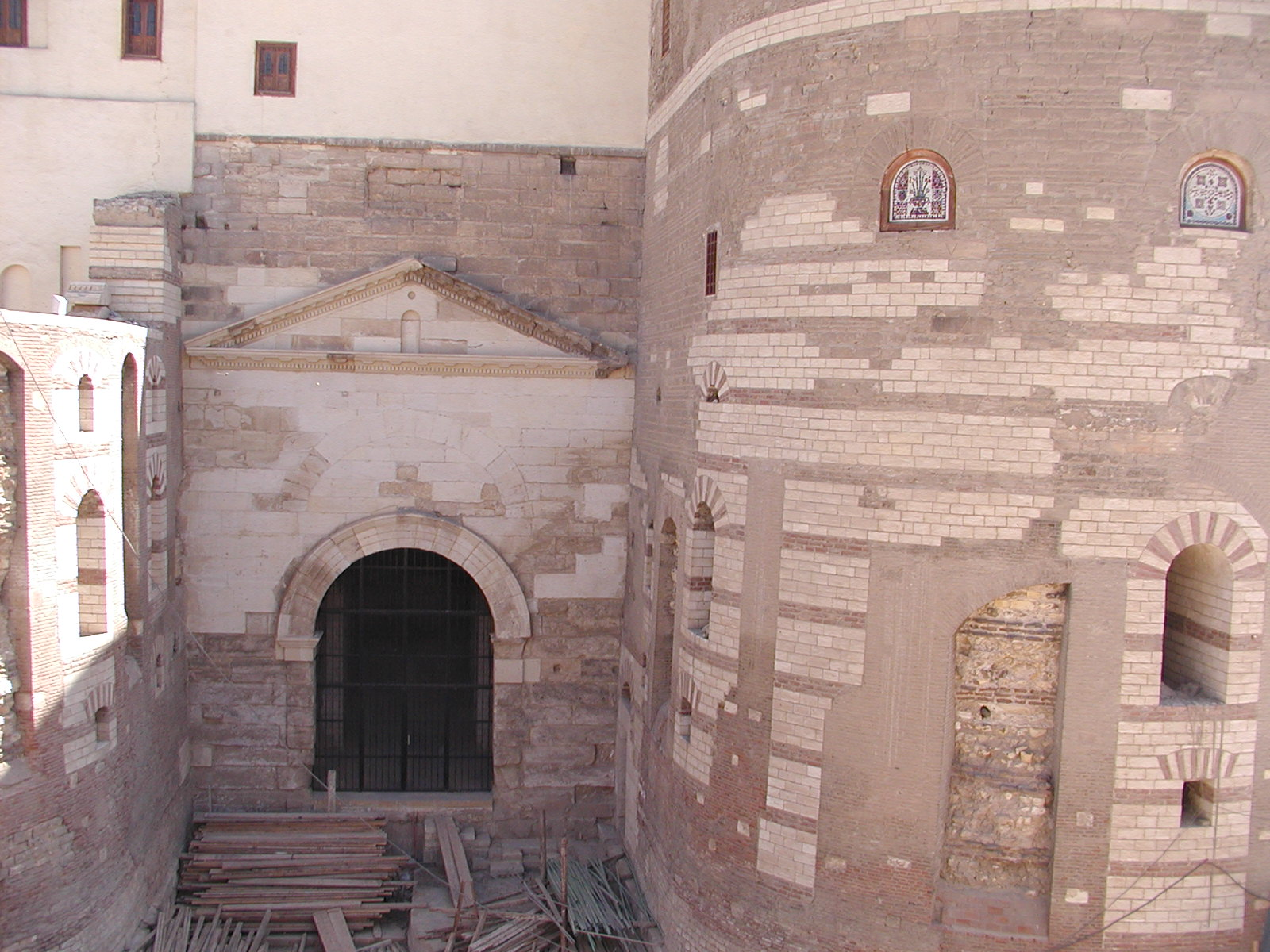
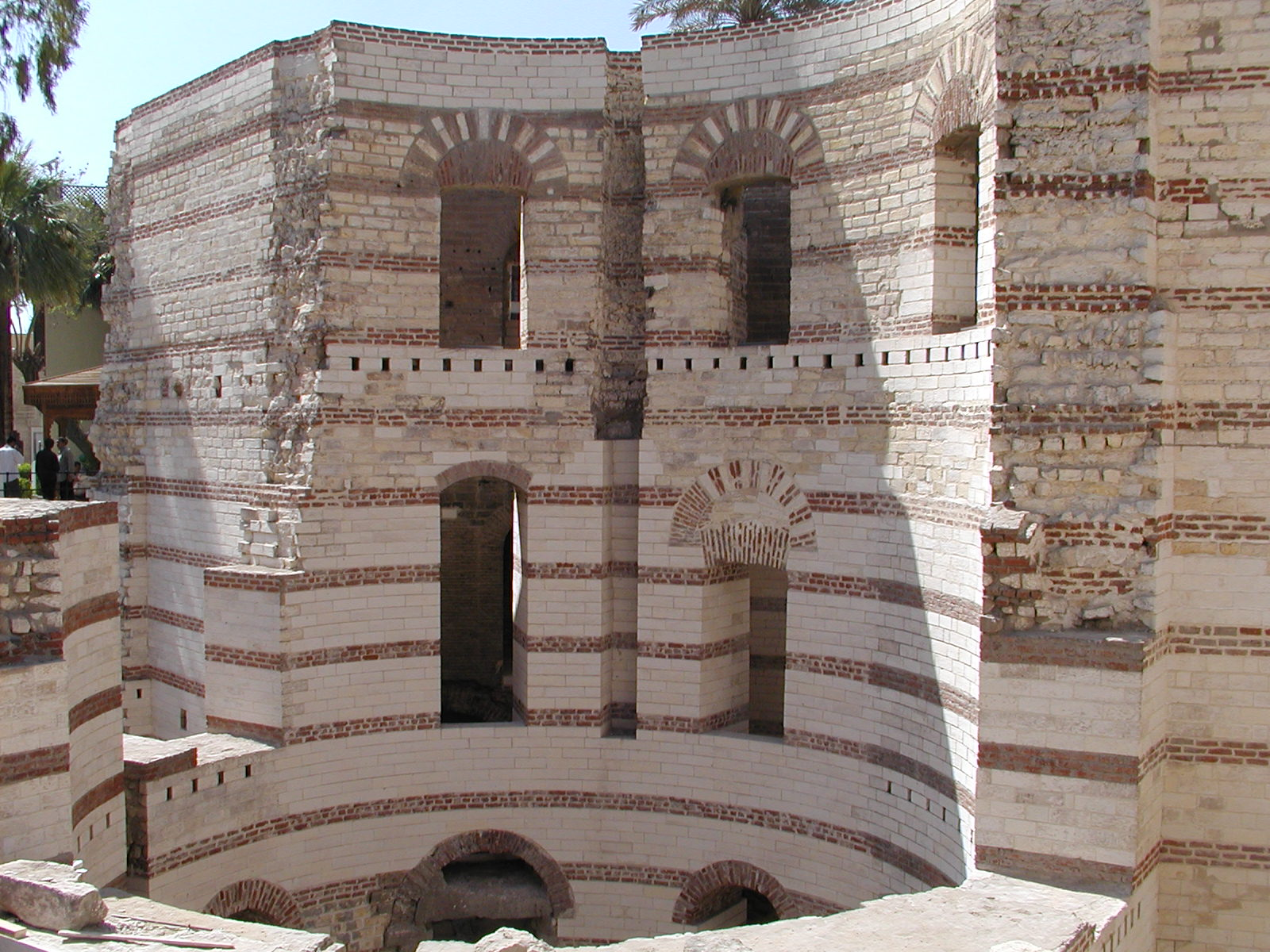